# Správní obvod obce s rozšířenou působností Mnichovo Hradiště
Správní obvod obce s rozšířenou působností Mnichovo Hradiště je od 1. ledna 2003 jedním ze dvou správních obvodů rozšířené působnosti obcí v okrese Mladá Boleslav ve Středočeském kraji. Čítá 22 obcí.
Město Mnichovo Hradiště je zároveň obcí s pověřeným obecním úřadem, přičemž oba správní obvody jsou územně totožné.

## Seznam obcí
Poznámka: Města jsou vyznačena tučně, části obcí malince.
- Bílá Hlína
- Boseň (Boseň, Mužský, Zapudov, Zásadka)
- Branžež (Branžež, Nová Ves, Zakopaná)
- Březina (Březina, Honsob)
- Dolní Krupá
- Horní Bukovina (Dolní Bukovina, Horní Bukovina)
- Chocnějovice (Buda, Budínsko, Drahotice, Chocnějovice, Ouč, Rostkov, Sovenice)
- Jivina
- Klášter Hradiště nad Jizerou
- Kněžmost (Býčina, Čížovka, Drhleny, Chlumín, Kněžmost, Koprník , Lítkovice, Malobratřice, Násedlnice, Solec, Soleček, Srbsko, Suhrovice, Úhelnice, Žantov)
- Koryta
- Loukov
- Loukovec (Hubálov, Loukovec)
- Mnichovo Hradiště (Dneboh, Dobrá Voda, Hněvousice, Hoškovice, Hradec, Kruhy, Lhotice, Mnichovo Hradiště, Olšina, Podolí, Sychrov, Veselá)
- Mohelnice nad Jizerou (Mohelnice nad Jizerou, Podhora)
- Mukařov (Borovice, Mukařov, Vicmanov)
- Neveklovice
- Ptýrov (Čihátka, Maníkovice, Ptýrov, Ptýrovec)
- Rokytá (Dolní Rokytá, Horní Rokytá)
- Sezemice (Sezemice, Jirsko)
- Strážiště (Kozmice, Strážiště)
- Žďár (Břehy, Doubrava, Příhrazy, Skokovy, Žďár, Žehrov)

## Obyvatelstvo
| Rok  | Obyv.  | ± %    |
| ---- | ------ | ------ |
| 1869 | 19 682 | —      |
| 1880 | 20 462 | +4 %   |
| 1890 | 20 069 | −1,9 % |
| 1900 | 19 685 | −1,9 % |
| 1910 | 20 019 | +1,7 % |

| Rok  | Obyv.  | ± %     |
| ---- | ------ | ------- |
| 1921 | 19 600 | −2,1 %  |
| 1930 | 19 524 | −0,4 %  |
| 1950 | 15 581 | −20,2 % |
| 1961 | 16 454 | +5,6 %  |
| 1970 | 15 587 | −5,3 %  |

| Rok  | Obyv.  | ± %     |
| ---- | ------ | ------- |
| 1980 | 15 674 | +0,6 %  |
| 1991 | 15 203 | −3 %    |
| 2001 | 15 211 | +0,1 %  |
| 2011 | 16 137 | +6,1 %  |
| 2021 | 17 984 | +11,4 % |